# Рокот крумпли
Рокот-крумпли (венг. rakott krumpli, «картофель слоями/картофельная запеканка») — традиционное венгерское блюдо, популярное среди жителей Закарпатья. По сути, это картофельная запеканка с домашней колбасой, яйцами, сметаной, возможно, беконом и сосисками. Сверху или между слоями может быть сыр, а вместо мяса в вегетарианских версиях могут быть овощи.
Первое упоминание о блюде в Венгрии было сделано в издании «Венгерской национальной кулинарной книги» 1840 года Иштвана Цифрая.

## Приготовление
Варёный картофель нарезают ломтиками, солят и посыпают пряностями: перцем, сладкой паприкой, кориандром, имбирём, майораном. Затем выкладывают слоями в смазанную смальцем или сливочным маслом огнеупорную посуду варёные яйца, лук, колбасу (в Закарпатье обычно используется пикница — сыровяленная домашняя колбаса) и заливают сметаной. Важно, чтобы и нижний, и верхний слои были картофелем. Сливочное масло также можно положить между слоями, бекон может быть сверху. Также можно использовать для рокот-крумпли соус бешамель или майонез. Запекают в духовке. Перед извлечением из печи блюдо посыпают твердым сыром — для образования хрустящей золотистой корочки.